# フリー・サッカー
フリー・サッカーは、スポーツライター・山崎 征男（やまざき ゆきお）がその著書「スポーツ新時代へ」（東京図書出版、2024年10月初版）の中で提唱したサッカー由来のニュースポーツである。

## 概要
山崎は、サッカーが2つの側面から「課題のあるスポーツ」であるとする。一つは、ヘディングのリスクである。ヘディングは、そのプレー時に頭部に大きな打撃が加わる。この危険性に対し、昨今科学的研究報告がされている。その代表的なものは、英国のグラスゴー大学の報告（2019年）で、元プロサッカー選手（7千人）と一般人（2万人）を対象に、死亡者の死因を調査した。その結果アルツハイマー病、認知症等神経性疾患での死亡率が、サッカー選手の方が3,5―5倍程度高かった。ヘディングの後遺症との関連が指摘された。
このように、ヘディングは一般的にもリスクが予想されるが、特に成長期にある子供（児童・生徒）や首が細く打撃の大きい女性には、リスクへの配慮が必要となる。
2つ目は、サッカーの本質にかかわるが、キックや走力で、足に負担のかかるスポーツということである。そのためプレーヤーには膝前十字靱帯損傷のような足の負傷が多く、これらは重症や長期離脱に至るケースが、頻出する状況にある。このように頭部リスクや足の過重負担を軽減、回避する方策として、山崎はフリー・サッカーを提唱した。

## ルール
フリー・サッカーは、一定条件の下でキーパー以外の全プレーヤーに、ヘディングに代わって手を使うパンチング（バレーボールでいう相手の攻撃に対するブロックに近い）を認めようというものである。
- 1 プレー人数、競技場、競技時間は現サッカーと同一とする。
- 2 異なるのは、全てのプレーヤーがペナルティ・エリア以外のエリアで、手を自由に使えるものとする。ただし使えるのはパンチングに限定し、ボールをホールドしたり、持って投げるのは不可とする。またゴールは従来通り蹴り込むかヘディングとし、パンチングによるゴールは認めない。要は、ペナルティ・エリア外とゴール得点以外はヘディングに代わって、パンチングを有効とする。
- 3 同一選手は連続してパンチングはできない。同一選手が連続してボールにタッチすることは可能であるが、パンチングの後は必ずキック等を挟む。これは同一選手によるパンチングのみの移動（足の場合のドリブル相当）を防ぐためである。
- 4 オフサイド等２・３で記した以外のプレールールは、現サッカーと同一とする。

このルールの下では、ヘディングによるリスクを軽減すると共に、手を使うという人間本来の行動に近づき、手から手へのパス等空中戦の多いビビッドなボールゲームの展開が期待される「ニュースポーツ」といえる。
これらのルールを理論的に組み立てた段階である。実践上、細かな解釈の必要性や新たな対応が出てくることは想定される。山崎も、提案して間もないこともあり、指導者の方々やプレーヤーと議論を重ね、より実践的なものにしていきたいと述べている。
このスポーツが、試合のみならず、街かどの公園等で多くの子供達・大人達が「輪になって一つのボールを巡りキックやパンチが飛び交う遊び」に興じれば、スポーツを通じて「新しい街の文化」が芽生えるかも知れないとも述べている。
このスポーツを「フリー・サッカー」と命名し、「フリー」と「サッカー」の間に「・」を入れている。これはフリーという用語が単純にサッカーを形容しているのではなく、フリー＆サッカーほどの意味合いを持たせていると山崎は述べている。